# ماریانا مارکوویچ
ماریانا مارکوویچ (آلمانی: Marijana Marković؛ زادهٔ ۳ فوریهٔ ۱۹۸۲) شمشیرباز اهل آلمان است.